# آليجان (مقاطعة ديواندرة)
آليجان (بالفارسية: آلیجان) هي قرية تقع في قسم تشهل تششمه الريفي (مقاطعة ديواندرة) في إيران. يقدر عدد سكانها بـ 131 نسمة بحسب إحصاء 2016.